# Panurgus calceatus
Panurgus calceatus är en biart som beskrevs av Pérez 1895. Panurgus calceatus ingår i släktet fibblebin, och familjen grävbin. Inga underarter finns listade i Catalogue of Life.